# Mando Dalianis
Mando Adamandia Dalianis-Karabatzaki (en griego: Μαντώ Νταλιάνη-Καραμπατζάκη, 1920-1996) fue una médica, psiquiatra e investigadora griega, pionera en el estudio de la resiliencia y adaptabilidad de los niños en situaciones traumáticas.

## Biografía

### Primeros años y formación
Mando Dalianis nació en la aldea Palladari, en las afueras de la ciudad de Prussa (Bursa), al oeste de Turquía, territorio que correspondía al Imperio Otomano. Cuando tenía dos años, su familia escapó de la catástrofe de Asia Menor hacia Salónica y Grecia, donde se crio. Fue una alumna aplicada tanto en la escuela primaria como en la secundaria. Más adelante, quiso estudiar Medicina y aplicó a la Escuela de Medicina de Atenas, el único lugar donde se estudiaba dicha ciencia en su país. Fue admitida en 1938, pero debido a la ocupación alemana, sus estudios se vieron demorados, por lo que se graduó en 1947. En 1945 contrajo matrimonio con Dimitris Dalianis, también médico; lo conoció durante su formación en el Hospital Sotiria de Atenas.

### Prisión
Luego de la Segunda Guerra Mundial, durante la guerra civil griega de 1946-1949, Mando Dalianis fue acusada de actividades ilegales de izquierda, por lo que fue arrestada el 13 de abril de 1949 y conducida a la prisión Averoff de Atenas. Se trataba de una cárcel de mujeres en la que las prisioneras podían llevar a sus hijos si tenían menos de dos años. En la institución, las reclusas no tenían contacto con el exterior y según Dalianis, vivían de una forma casi medieval. Las condiciones de higiene eran insuficientes, no había actividades recreativas y el trato era brutal. De 1945 a 1950 la cárcel llegó a albergar 3282 prisioneras y 119 niños. Como Dalianis era médica, le asignaron la tarea de cuidar a las presas y su descendencia. Veintiún meses después fue liberada sin cargos.

### Trabajo como psiquiatra e investigación
En 1955, Dalianis se mudó con su familia a Inglaterra, y en 1960, a Suecia, donde trabajó como psiquiatra de niños en Södertälje y Märsta. Cuando regresó la democracia a Grecia, en 1980, buscó a sus compañeras de cárcel y sus familias y las entrevistó acerca de sus relaciones maternales durante el tiempo de prisión. Realizó cerca de cien entrevistas con alrededor de mil personas. También sostuvo entrevistas con personas que, durante su infancia, habían sido enviados a colonias de niños, similares a las workhouses del siglo XIX, donde habían sufrido torturas y control mental.
En 1994 presentó en el Instituto Karolinska de Suecia su tesis doctoral bajo el título Children in Turmoil during the Greek Civil War 1946-49: Today's Adults : A Longitudinal Study on Children Confined with their Mothers in Prison («Niños en peligro durante la guerra civil griega 1946-1949: los adultos de hoy. Un estudio longitudinal sobre los niños confinados con sus madres en la cárcel»). La investigación versaba sobre el impacto psicológico de la experiencia carcelaria en los niños. En este estudio, descubrió la existencia de «factores protectores» que impidieron, en la mayoría de los casos, la aparición de un trauma: el afecto que los niños recibieron de sus madres y madrinas en la cárcel, que se comportaban como una comunidad, y la identificación con las luchas políticas de sus progenitores. De todos modos, la autora destaca que el costo humano fue demasiado grande para esos chicos.
Dos años más tarde, tras el fallecimiento de Dalianis, el trabajo se publicó como libro y se tituló After the War Was Over: Reconstructing the Family, Nation, and State in Greece («Tras el fin de la guerra: Reconstrucción de la familia, la nación y el Estado en Grecia»). Fue editado por Mark Mazower con un resumen de la tesis de Dalianis en una perspectiva histórica.
En 2009 la tesis de Dalianis se tradujo al griego y se presentó en una ceremonia en el Museo Benaki el 16 de febrero de 2010.